# Gideon Fock
Gideon Fock, född 1668, död 1723, var en svensk militär.
Gideon Fock var son till överste Mårten Fock till Fockenhoff och Repenick från Estland, som med sina bröder adlats i Sverige och introducerats på Sveriges riddarhus.
Fock kom i krigstjänst 1684, utmärkte sig i slaget vid Narva, vid Fraustadt och vid Holowczyn. Han blev 1708 överste och chef för Hälsinge regemente men råkade efter slaget vid Poltava i rysk fångenskap. Vid sin återkomst till Sverige 1722 utnämndes han till generallöjtnant.
Fock var gift med friherrinnan Gertrud Rehbinder.